# Allium oreotadzhikorum
Allium oreotadzhikorum är en amaryllisväxtart som beskrevs av Reinhard M. Fritsch. Allium oreotadzhikorum ingår i släktet lökar, och familjen amaryllisväxter.
Artens utbredningsområde är Tadzjikistan. Inga underarter finns listade i Catalogue of Life.